# 돌프 룬드그렌
한스 돌프 룬드그렌(영어: Hans Dolph Lundgren, 1957년 11월 3일 ~ )은 스웨덴의 배우이다.

## 생애
스톡홀름에서 태어나 13세 때에 스웨덴의 뉠란드(Nyland)로 옮겨가 조부모와 함께 지냈다. 어려서 음악과 예술에 흥미를 가짐에도 불구하고 아버지의 공학을 따르기 시작하여, 스톡홀름 왕실 기술 연구소에 출석하였다. 무술에 관심을 가져 1979년 세계 가라데 대회에서 우승하였다.
젊은 시절에는 190cm를 훨씬 넘는 큰 키에 엄청나게 건장한 체격을 지녀 위압감이 상당했다.
고등학교를 졸업한 후, 미국에 유학하였다가 오스트레일리아 시드니 대학교에서 공학 석사를 취득하였다. 영화 배우가 되어 1985년 《록키 4》에서 최첨단 소련의 악역 권투 선수로 데뷔하여 이름을 알렸다. 그러나 같은해, 제임스 본드 영화 《뷰투어킬》에서 잠깐 얼굴을 비추기도 하였다. 《록키 4》에 출연한 일로 인하여 실베스타 스탤론과는 깊은 친분이 생겼다.
1987년 《마스터 돌프》에서 히맨 역을 맡아 명성을 얻었고, 후에 《레드 스콜피온》, 《응징자》(1989년), 《다크 앤젤》(1990년), 《살인게스》, 《리틀도쿄》(1991년), 《유니버설 솔져》(1992년, 장 클로드 반담의 상대역) 등에 출연하였다.
슬하에 2녀가 있으며 장녀 이다 룬드그렌도 아버지의 뒤를 이어 영화배우가 되었는데 이다는 아버지를 닮아 키가 180cm에 달하는 장신이다.

## 출연작

### 영화
- 《007 뷰투어킬》 (007 A View To a Kill, 1985년)
- 《록키 4》 (Rocky 4, 1985년) - 이반 드라고
- 《마스터 돌프》 (Master of The Universe, 1987년) - 히맨
- 《응징자》 (The Punisher,1989년) - 프랭크 캐슬 / 퍼니셔
- 《레드 스콜피온》 (Red Scorpion, 1989년)
- 《다크 앤젤》 (Dark Angel, 1989년)
- 《살인게스》 (Cover Up, 1990년)
- 《리틀도쿄》 (Showdown in Little Tokyo, 1991년)
- 《유니버셜 솔져》 (Universal Soldier, 1992년) - 앤드루 스코트 상사
- 《조슈아 트리》 (Joshua Tree, 1993년)
- 《팬타슬론》 (Pentathlon, 1994년) - 에릭 브로가
- 《멘 어브 워》 (Men of War, 1994년)
- 《라스트 패트롤》 닉 프레스톤 역 (The Last Patrol, 1999년)
- 《익스펜더블》시리즈 - 군나르 얀센 역
  - 《익스펜더블 3》 - 군나르 얀센 역
- 《스톰 캐쳐》 - 할로웨이 역
- 《유치원에 간 사나이 2》
- 《익스트림 파이트 클럽》 - 홀트 역
- 《헤일, 시저!》 - 잠수함 지휘관 역
- 《아쿠아맨》 - 네레우스 역
- 《크리드 2》 - 이반 드라고 역
- 《블랙 워터》 - 마르코 역
- 《히맨 영웅의 탄생》 (다큐멘터리)
- 《악셀러레이션》 - 블라딕 역
- 《캐스 폴스: 머니 게임》 (감독, 주연)
- 《아쿠아맨과 로스트 킹덤》 - 네레우스 역